# 何楷
何楷（1594年—1645年），字玄子，號黃如，福建漳州鎮海衛所（今龍海市隆教畲族鄉鎮海村）人，祖籍福建晉江，明朝政治人物，進士出身。

## 生平
博覽群書，尤精於經學，天啟四年（1624年）甲子科順天鄉試舉人，天啟五年（1625年）聯登乙丑科進士，時值魏忠賢亂政，辭歸。崇禎時，授戶部主事，任工科給事中。率直敢言，杨嗣昌夺情入阁。何楷彈劾杨嗣昌，結果被降為南京國子監丞。与林蘭友、黄道周、刘同升、赵士春称“长安五谏”。不久因父喪服闕，乃歸郷講學于紫芝書院。南明隆武元年（清顺治二年，1645年）隆武帝朱聿鍵授户部尚书，掌都察院事，因不容於郑芝龙，不久去职，還歸途中被鄭芝龍派部将楊耿截去一耳。何、鄭自此为世仇。隆武帝誤聞何楷被盗杀，哭了幾天。时人有对子曰：“都院无耳方得活；皇帝有口只是啼。”清军入閩南，破漳州，憤恚卒。

## 著作
著有《古周易訂詁》、《詩經世本古義》等。

## 家庭
有子何燾。

## 延伸阅读
[在维基数据编辑]
 《明史卷二百七十六》，出自《明史》